# Ciorbivka, Kobeleakî
Ciorbivka (în ucraineană Чорбівка) este localitatea de reședință a comunei Ciorbivka din raionul Kobeleakî, regiunea Poltava, Ucraina.

## Demografie
Componența lingvistică a localității Ciorbivka
     Ucraineană (94,95%)
     Rusă (2,06%)
Conform recensământului din 2001, majoritatea populației localității Ciorbivka era vorbitoare de ucraineană (94,95%), existând în minoritate și vorbitori de rusă (2,06%).